# Mogens Krogh
Mogens Krogh (Hjørring, 1963. október 31. –), dán válogatott labdarúgókapus, edző.
A dán válogatott tagjaként részt vett az 1998-as világbajnokságon, az 1995-ös konföderációs kupán, az 1992-es és az 1996-os Európa-bajnokságon.

## Sikerei, díjai
Brøndby
- Dán bajnok (4): 1995–96, 1996–97, 1997–98, 2001–02
- Dán kupa (2): 1993–94, 1997–98

Dánia
- Európa-bajnokság (1): 1992
- Konföderációs kupa (1): 1995